# 法比奥·卡波尼奥
法比奥·卡波尼奥（義大利語：Fabio Caponio，1999年3月26日—），意大利男子羽毛球運動員。

## 簡歷
2016年10月，法比奥·卡波尼奥出戰埃塞俄比亞羽毛球國際賽，與马特奥·贝鲁奇合作贏得男子雙打比賽冠軍。
2017年6月，法比奥·卡波尼奥出戰毛里裘斯羽毛球國際賽，與乔瓦尼·托蒂合作贏得男子雙打比賽冠軍。

## 主要比賽成績
只列出曾進入準決賽的國際賽事成績：
| 年份   | 賽事                       | 公開賽級別 | 項目     | 拍檔          | 成績   |
| ------ | -------------------------- | ---------- | -------- | ------------- | ------ |
| 2016年 | 埃塞俄比亞羽毛球國際賽     | 國際系列賽 | 男子雙打 | 马特奥·贝鲁奇 | 冠軍   |
| 2016年 | 聖多明哥羽毛球公開賽       | 國際系列賽 | 男子單打 | －            | 準決賽 |
| 2016年 | 聖多明哥羽毛球公開賽       | 國際系列賽 | 男子雙打 | 马特奥·贝鲁奇 | 準決賽 |
| 2017年 | 毛里裘斯羽毛球國際賽       | 國際系列賽 | 男子雙打 | 乔瓦尼·托蒂   | 冠軍   |
| 2018年 | 薩爾瓦多羽毛球國際賽       | 未來系列賽 | 男子單打 | －            | 準決賽 |
| 2019年 | 毛里裘斯羽毛球國際賽       | 國際系列賽 | 男子單打 | －            | 準決賽 |
| 2019年 | 巴西羽毛球國際系列賽       | 國際系列賽 | 男子單打 | －            | 準決賽 |
| 2021年 | 斯洛文尼亞羽毛球未來系列賽 | 未來系列賽 | 男子雙打 | 乔瓦尼·托蒂   | 準決賽 |
| 2021年 | 墨西哥羽毛球國際賽         | 國際系列賽 | 男子單打 | －            | 準決賽 |
| 2021年 | 墨西哥羽毛球國際賽         | 國際系列賽 | 男子雙打 | 乔瓦尼·托蒂   | 亞軍   |
| 2021年 | 薩爾瓦多羽毛球國際賽       | 國際系列賽 | 男子雙打 | 乔瓦尼·托蒂   | 亞軍   |
| 2023年 | 智利羽毛球國際賽           | 未來系列賽 | 男子單打 | －            | 冠軍   |
| 2023年 | 聖多明哥羽毛球公開賽       | 國際系列賽 | 男子單打 | －            | 準決賽 |
| 2023年 | 拉各斯羽毛球國際經典賽     | 國際挑戰賽 | 男子單打 | －            | 準決賽 |
| 2023年 | 委内瑞拉羽毛球國際賽       | 國際系列賽 | 男子單打 | －            | 亞軍   |
| 2023年 | 秘魯羽毛球國際系列賽       | 國際系列賽 | 男子單打 | －            | 冠軍   |
| 2023年 | 危地馬拉羽毛球國際系列賽   | 國際系列賽 | 男子單打 | －            | 準決賽 |
| 2023年 | 蘇利南羽毛球國際賽         | 國際系列賽 | 男子單打 | －            | 準決賽 |

| 2007-2017年 | 首要超級賽 | 超級賽 | 黃金大獎賽 | 大獎賽 | 國際挑戰賽 | 國際系列賽 | 未來系列賽 | 其他 |

| 2018-2026年 | 總決賽 | 超級1000賽 | 超級750賽 | 超級500賽 | 超級300賽 | 超級100賽 | 國際挑戰賽 | 國際系列賽 | 未來系列賽 | 其他 |

### 奧運會和世錦賽參賽紀錄
|          | 2023 |
| -------- | ---- |
| 男子單打 | 64強 |